# Pietà di San Zeno
La Pietà di San Zeno è un dipinto a olio su tela (350×200 cm) di Francesco Monti, databile al 1738 e conservato nella chiesa di San Zeno al Foro a Brescia, al secondo altare sinistro.

## Storia
La pala è ricordata nei manoscritti di Giovanni Pietro Dolfin, promotore dell'integrale rifacimento della chiesa negli anni quaranta del Settecento, il quale nella sua Relazione intorno alla chiesa del 1750 annota che, alla cerimonia di inaugurazione del nuovo edificio, erano già presenti quattro nuove pale, tra cui "quella della Scola per mano del Sig. Monti pittore Bolognese che ha dipinto la sala delli Marchesi Martinenghi e la chiesa della Pace". La "Scola" alla quale si riferisce il Dolfin era la Scuola del Santissimo Sacramento attiva nella chiesa.
La prima citazione dell'opera si ha nella guida artistica della città di Francesco Maccarinelli, nel 1747, che la vede già al secondo altare sinistro e la dice eseguita nel 1738. Nella stessa posizione è poi segnalata da tutte le guide successive, che concordano con il Maccarinelli nell'attribuzione e nella datazione della tela.
Il dipinto è stato completamente restaurato tra il 1980 e il 1981.

## Descrizione
Il dipinto raffigura una Pietà o compianto sul Cristo morto, da parte della Madonna a sinistra e san Giovanni Battista a destra, entrambi parzialmente inginocchiati e dall'atteggiamento sconsolato. A sinistra si vede invece Maria Maddalena, anch'essa rivolta verso Gesù.
Alcuni angioletti provenienti da un gruppo di nubi in alto, reca alcune palme del martirio, mentre un altro angioletto, ai piedi di Gesù, porge la corona di spine. Sullo sfondo, molto cupo, spicca il profilo illuminato di una città.

## Stile
Antonio Morassi, nel 1939, giudica il dipinto un "mediocre lavoro di fisionomia prettamente bolognese, per colorito e chiaroscuro". Ugo Ruggeri, nel 1968, lo considera invece "opera capitale per quanto riguarda la grafica dell'artista", cogliendovi il ripetersi di schemi giù utilizzati in precedenza: l'angioletto che reca la corona di spine, una figura modellata sulla base del San Bartolomeo nella chiesa di Santa Maria della Pioggia a Bologna, il Cristo, dall'anatomia "dolcissima e sensuale, quasi di ascendenza reniana". Conclude il Ruggeri: "tutto dice un calcolo consapevole e nello stesso tempo una sicurezza di figurazione affatto professionale".
L'opera costituisce una prova concreta dell'alta considerazione che il Monti, in breve tempo, dovette guadagnarsi a Brescia dopo l'inizio dei lavori alla chiesa di Santa Maria della Pace e, prima ancora, nel 1736, per gli affreschi eseguiti per i Martinengo in collaborazione con Stefano Orlandi: si veda, a tal proposito, la citazione del Dolfin prima riportata con cui viene identificato il pittore, molto eloquente al riguardo. Nella maturità artistica del Monti, questa Pietà rappresenta un certo ritorno sui passi già compiuti nell'assimilazione del linguaggio di Giambattista Pittoni, mentre i toni freddi, la levigatezza del Cristo, soprattutto l'atmosfera notturna del paesaggio ravvivata da tocchi luminescenti, esprimono la cultura pittorica acquisita nella precedente collaborazione con Gioseffo Dal Sole e con altri artisti in patria bolognese.
Le nuove influenze dal Pittoni prenderanno rapidamente piede nell'arte del Monti, come dimostra la piccola Morte di sant'Anna dipinta solamente due anni dopo: i due dipinti presentano alcune analogie ma solo di tipo formale, mentre dal punto di vista stilistico vi sono profonde differenze, appunto mutuate dalla lezione del Pittoni.
Il Ruggeri ha identificato ben otto disegni preparatori per il nudo del Cristo e per il gruppo della Pietà, a testimonianza dell'impegno con il quale il Monti eseguì questa pala.